# Jean Lorrain
Jean Lorrain, Pseudonym von Paul Alexandre Martin Duval, (* 29. August 1855 in Fécamp, Département Seine-Maritime; † 30. Juni 1906 in Paris) war ein französischer Schriftsteller und Dichter des Symbolismus.

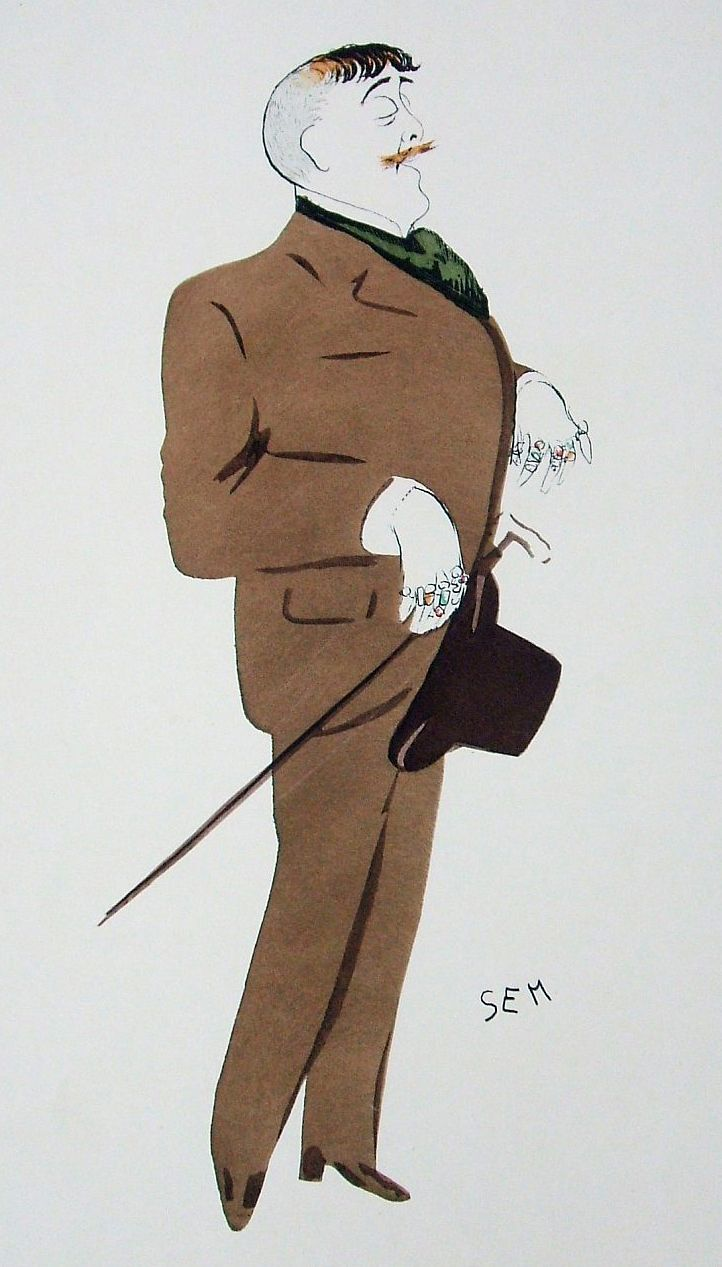
Jean Lorrain von Sem

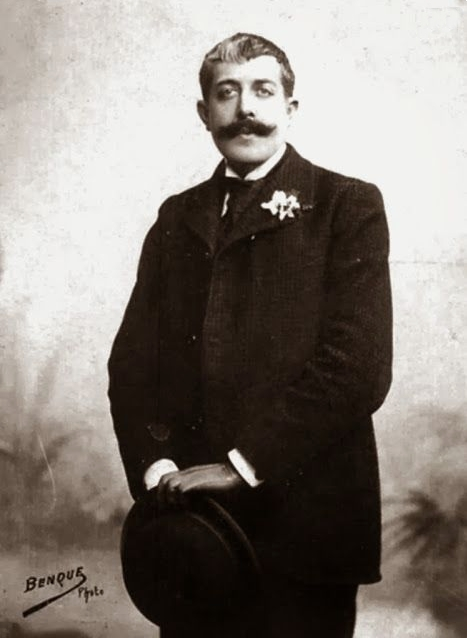
Jean Lorain um 1900

## Leben
Lorrain ging in Vanves zur Schule und schloss seine Ausbildung im Dominikaner–Internat in Arcueil ab. Hier schrieb er seine ersten Gedichte. 1876 begann er in Paris ein Jurastudium, das er 1878 abbrach. Ab dieser Zeit bewegte er sich in Journalisten- und Künstlerkreisen. 1880 erlebte er seine ersten Herzkrämpfe, die vermutlich auf Hyperventilation zurückzuführen waren (Spasmophilie).
Am 6. Februar 1897 duellierte er sich mit Marcel Proust wegen einer Kritik, in der Lorrain Proust eine sexuelle Beziehung zu Lucien Daudet (Sohn von Alphonse Daudet) unterstellt hatte.
Lorrain galt als Skandalreporter der Belle Époque und schrieb, unter anderem, über die Pariser Nachtwelt. Er war als Schriftsteller für sein Dandytum bekannt und lebte offen homosexuell in Paris. Zu seinen Angewohnheiten gehörten ein starker Opium- und Äthergenuss und ein stets mit Rouge und anderem Make-Up aufgemachtes, elegantes Äußeres. 1903 geriet er in den Strudel eines Prozesses um Baron Jacques d’Adelswärd-Fersen; dabei wurde er wegen sittenwidriger Schriften angeklagt. Nach einem weiteren Prozess gegen die Malerin Jeanne Jacquemin war er finanziell ruiniert.  Sein Drogenkonsum und eine fortschreitende Syphilis zerstörten seine Gesundheit endgültig; am 30. Juni 1906 starb er an einer Bauchfellentzündung.

## Literarisches Schaffen
1882 veröffentlichte Lorrain seinen ersten Gedichtband, Le Sang des dieux. In den Folgejahren veröffentlichte er seine Texte in der Wochenzeitung Le Courrier français. Mitte der 1880er Jahre traf er auf Edmond de Goncourt, der sein wichtigster Förderer wurde. Er schrieb unter anderem – erfolglos, Bernhardt akzeptierte sie nicht – Theaterstücke für Sarah Bernhardt und verfasste Texte für verschiedene Zeitschriften. 1891 hatte er seinen ersten literarischen Erfolg mit der Kurzgeschichtensammlung Sonyeuse. Ab 1895 schrieb er für die Tageszeitung Le Journal (auch unter dem Pseudonym Raitif de la Bretonne, das an den Romancier Bretonne angelehnt ist), bei der er mit seiner Kolumne Pall-Mall Semaine zu einem der bestbezahlten und gefürchtetsten Kolumnisten Paris' wurde.  1901 entstand sein heute bekanntestes Werk, Monsieur de Phocas. Daneben schrieb Lorrain auch für die Oper; unter anderem stammen die Libretti für Pierre de Brévilles Éros vainqueur und Promethée von Gabriel Fauré aus seiner Feder.

## Moderne Rezeption
Julian Barnes äußert sich in seinem Essay Der Mann im roten Rock negativ sowohl über die Person als auch über das literarische Werk. Er zitiert Edmond de Goncourts Frage, ob Lorrains Verhalten „vor allem von Bosheit oder von einem vollständigen Mangel an Takt“ getrieben werde. Lorrain, so Barnes, fragte sich das auch und erklärte es sich so, dass ihn 'le tous Paris' von seinem wahren Weg als Dichter abgebracht habe. „Diese Schweine! Sie haben einen Journalisten aus mir gemacht!“ Auch Monsieur de Phocas besteht Barnes zufolge nicht; im Vergleich zu Joris-Karl Huysmans’ Gegen den Strich leide der Text daran, dass er zu sehr auf reale Personen bezogen sei. Hier sei, so Barnes, „der verborgene Feind ... die Zeit.“

## Werke (Auswahl)
- Gedichte:
  - 1882 Le sang de dieux, ISBN 978-2-34312-985-3
  - 1883: La forêt bleue
  - 1885 Modernités, ISBN 978-2-32924-588-1
  - 1897: L'ombre ardente, ISBN 978-2-01258-406-8
- Prosa:
  - 1891: Sonyeuse, ISBN 978-3-95757-187-8
  - 1895: Contes d’un buveur d’éther ISBN 978-2-84205-711-4
  - 1897: Monsieur de Bougrelon, ISBN 978-1-94367-903-4
  - 1900 Histoires des masques, ISBN 978-2-01255-594-5
  - 1901: Monsieur de Phocas, ISBN 978-2-01354-074-2
    - Monsieur de Phocas, dt. von Christoph Pollakowski. Friedenauer Presse, Berlin 2022, ISBN 978-3-7518-0633-6.
- Theater und Oper:
  - 1893 Très Russe
  - 1900 Promethée
  - 1910 (uraufgeführt) Éros, vainqueur

## Biographien (Auswahl)
- Pierre Kyria: Jean Lorrain, Seghers, 1973 (französisch)
- Thibaut d'Anthonay: Jean Lorrain, barbare et esthète, Plon, 1991 (französisch) ISBN 978-2-21362-518-8